# Kalabreser

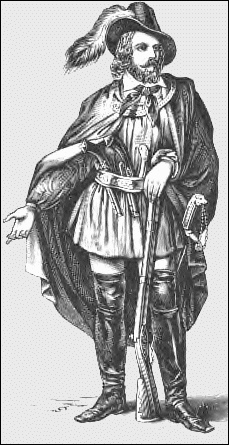
Der badische Revolutionsführer Friedrich Hecker in seiner „Revolutionsuniform“ mit Heckerhut, Säbel und Flinte

 Der Kalabreser ist ein breitkrempiger und ursprünglich aus Kalabrien (daher die Bezeichnung) stammender Filzhut mit einem spitz zulaufenden Kopf. Von den italienischen Republikanern (Freiheitskämpfer) wurde er 1848 getragen. Der  badische Revolutionär Friedrich Hecker (1811–1881) hat ihn auch getragen und populär gemacht, weshalb sich auch die Bezeichnung Heckerhut gebildet und bis heute gehalten hat.  Später war „Kalabreser“ auch die Bezeichnung für einen Damenstrohhut. Ferner wird auch der Hut der Zimmerergesellen auf der Walz als Kalabreser bezeichnet.
In Konstanz verleiht der Kreisverband der SPD jährlich den Heckerhut an Persönlichkeiten, die sich um die Soziale Demokratie verdient gemacht haben.

## Belege
1. ↑  Heinz Siebold: Friedrich Hecker : Der Mann mit dem Hut. Stuttgarter Zeitung, 27. September 2011, abgerufen am 27. September 2011.